# 279377 Lechmankiewicz
279377 Lechmankiewicz è un asteroide della fascia principale. Scoperto nel 2010, presenta un'orbita caratterizzata da un semiasse maggiore pari a 3,0245465 UA e da un'eccentricità di 0,1053731, inclinata di 12,51188° rispetto all'eclittica.
L'asteroide è dedicato all'astronomo polacco Lech Mankiewicz.